# Чатчай Бутді
Чатчайдеча Бутді (тай. ฉัตร์ชัยเดชา บุตรดี); зазвичай просто Чатчай Бутді (тай. ฉัตร์ชัย บุตรดี; 26 березня 1985, Сакео) — таїландський боксер, призер чемпіонату світу серед аматорів, чемпіон Азії та Ігор Південно-Східної Азії.

## Аматорська кар'єра
На чемпіонаті світу 2005 в першій найлегшій вазі Чатчай Бутді програв у першому бою.
На чемпіонаті світу 2009 в ваговій категорії до 54 кг переміг трьох суперників, а у чвертьфіналі програв Едуарду Абзалімову (Росія). Того ж року став чемпіоном Ігор Південно-Східної Азії.
На чемпіонаті світу 2011 в ваговій категорії до 52 кг переміг двох суперників, а в 1/8 фіналу програв Ендрю Селбі (Уельс). Того ж року став срібним призером Ігор Південно-Східної Азії.
На Олімпійських іграх 2012 переміг у першому бою Сельчука Екер (Туреччина) — 24-10, а в другому програв майбутньому чемпіону Робейсі Раміресу (Куба) — 10-22.
На чемпіонаті світу 2013 став бронзовим призером.
- В 1/32 фіналу переміг Сергія Лобана (Білорусь) — 3-0
- В 1/16 фіналу переміг Еліаса Емігдіо (Мексика) — 3-0
- В 1/8 фіналу переміг Рі Чунг І (Південна Корея) — 2-1
- У чвертьфіналі переміг Ельвіна Мамішзаде (Азербайджан) — 3-0
- У півфіналі програв Міші Алояну (Росія) — 0-3

Того ж року вдруге став чемпіоном Ігор Південно-Східної Азії.
На Азійських іграх 2014 залишився без медалі.
2015 року Чатчай Бутді зумів стати чемпіоном Азії у ваговій категорії до 56 кг, але невдало виступив на Іграх Південно-Східної Азії 2015. На чемпіонаті світу 2015 переміг Миколу Буценко (Україна) і Фредеріка Єнсена (Данія), а у чвертьфіналі програв Муроджону Ахмадалієву (Узбекистан) — 0-3.
Чатчай Бутді кваліфікувався на Олімпійські ігри 2016. На Олімпіаді у першому бою переміг Кайс Ашфак (Велика Британія) — 3-0, а у другому програв Володимиру Нікітіну (Росія) — 1-2.
2017 року став чемпіоном Ігор Південно-Східної Азії втретє.
На Азійських іграх 2018 і чемпіонаті Азії 2019 вибував з боротьби за медалі у чвертьфіналі. На чемпіонаті світу 2019 у ваговій категорії до 57 кг програв у 1/8 фіналу Кайрату Єралієву (Казахстан).
2019 року став чемпіоном Ігор Південно-Східної Азії вчетверте.
Чатчай Бутді кваліфікувався на Олімпійські ігри 2020. На Олімпіаді переміг Пітера Макгрейл (Велика Британія) — 5-0 і Мірко Куельйо (Аргентина) — 4-1, а у чвертьфіналі програв Лазаро Альваресу (Куба) — 2-3.